# 琳·帕旁

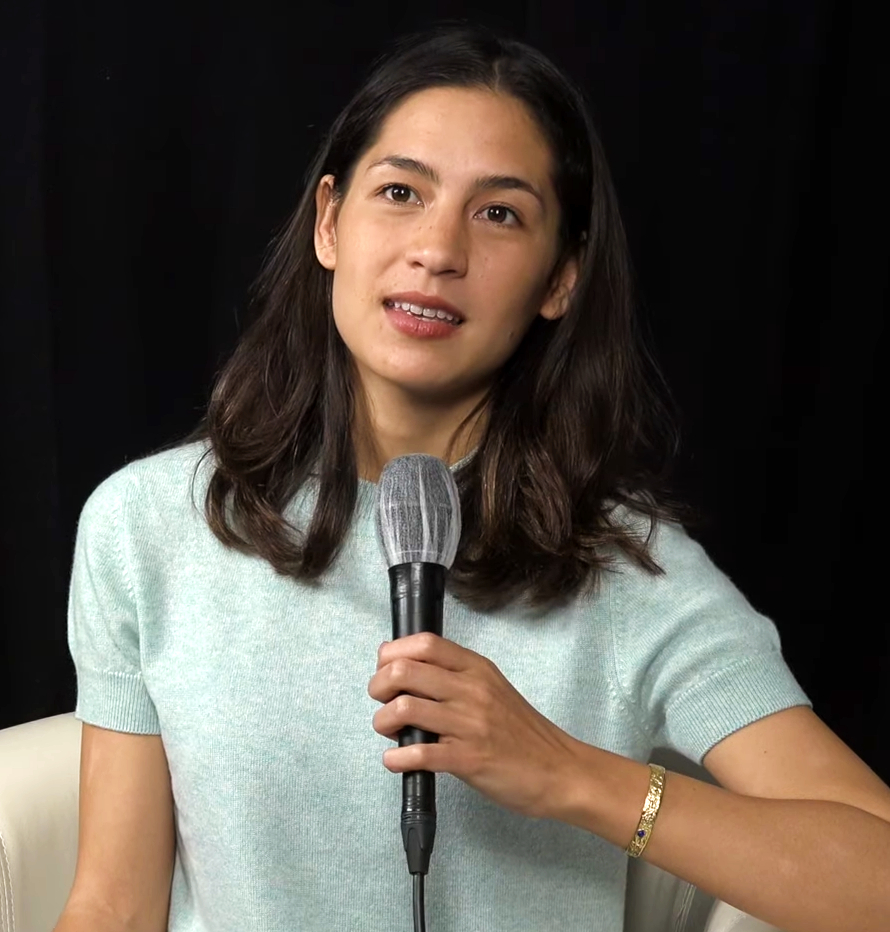
琳·帕旁

琳·帕旁（ Line Papin，1995年12月30日—）是一位法国小说家。帕旁生于越南河内，其父是一位法国历史学家，其母是一位越南翻译家。帕旁在越南长大，10岁时，她移居法国，之后先后转了五次学。她也因此患上了神经性厌食症。帕旁的首部小说《唤醒》（L'Éveil）于2016年8月由Stock出版社出版。本书受到媒体好评，获得了几个奖项，其中就有文学行业奖。 